# Tristolzer Berg
Der Tristolzer Berg ist eine Erhebung oberhalb von Ellwangen im Landkreis Biberach in Oberschwaben.

## Lage
Der Berg liegt auf der Gemarkung von Rot an der Rot im Teilort Tristolz. An klaren Tagen kann man von diesem Aussichtspunkt Zugspitze, Säntis, Bussen und nördlich das Ulmer  Münster sehen. 
Die Wetterwarte Süd empfiehlt den Berg neben dem Schwarzen Grat und anderen als Aussichtspunkt bei Föhnwetterlagen. Der Berg ist vom Quellgebiet zweier Flüsse umschlossen. Südwestlich unterhalb des Berges ist das Füramooser Ried der Ursprung der Rottum, die in die Donau mündet. Südlich unterhalb des Berges ist das Quellgebiet des Ellbaches, der in Rot an der Rot mit dem Pfaffenrieder Bach in die Rot mündet.